# Artéria escapular dorsal
A artéria escapular dorsal é um vaso sanguíneo que vasculariza o  levantador da escápula, romboide maior e romboide menor.
Geralmente é ramo da artéria subclávia, mas às vezes e é ramo da artéria cervical transversa. Nesse caso, a artéria é também conhecida como "ramo profundo da artéria cervical transversa".
Passa por baixo do levantador da escápula para o ângulo medial da escápula, e então desce por baixo do músculo romboide ao longo da borda vertebral daquele osso até o ângulo inferior.